# 礼服御冠残欠

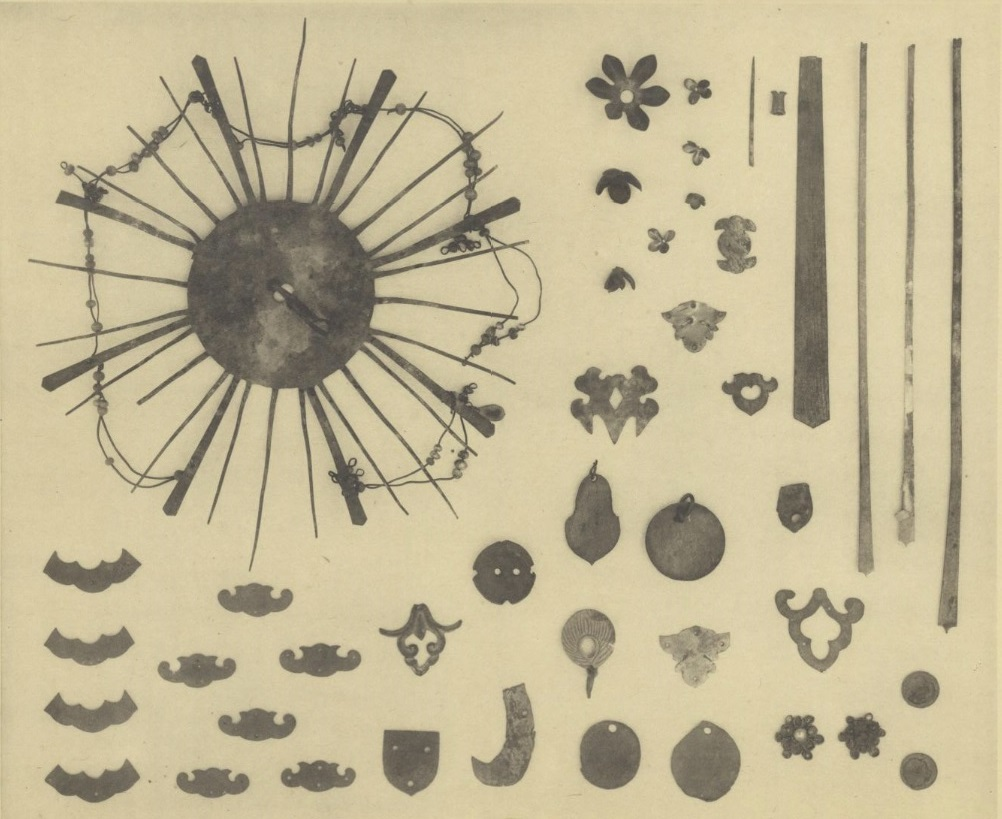
御冠残欠。写真左上は日形の飾り

礼服御冠残欠（らいふくおんかんむりざんけつ、旧字体：禮服御冠殘闕）は、聖武天皇の冕冠と光明皇后の礼冠を中心とする残欠である。鎌倉時代に冠を出蔵した折に事故により破損したため、残欠として伝わる。残欠には、実際は他の天皇の冠や諸臣の礼冠の残欠も含まれている可能性が指摘されている。正倉院宝物。
名称は礼服御冠残欠だが、礼服は伝わっていない。それゆえ、近年では単に「御冠残欠」とも呼ばれる。

## 歴史
礼服御冠残欠を整理した函の中には、太上天皇（聖武天皇）と皇太后（光明皇后）の礼服（冠を含む）を一具ずつ収めたことを表側に記した木牌が伝わっており、その裏側には「天平勝宝4年4月9日」の日付が記されている。天平勝宝4年（752年）4月9日は東大寺大仏の開眼会の日であり、したがって両具がそのときに使用されたものであることがわかる。
冠は原型はとどめないが、日形、鳳凰、瑞雲、花、唐草文様の金属製飾りの残欠、また真珠、珊瑚、瑠璃玉を糸で通した旒（りゅう）が伝わる。
延暦12年（793年）の『曝涼使解（ばくりょうしげ）』や弘仁2年（811年）の『勘物使解（かんもつしげ）』によると、聖武天皇の冕冠は「皂羅に金銀宝珠を餝（かざ）る、黒紫の組纓（そえい）二条を著（つ）く、赤漆八角小櫃一合に納む」と記されている。

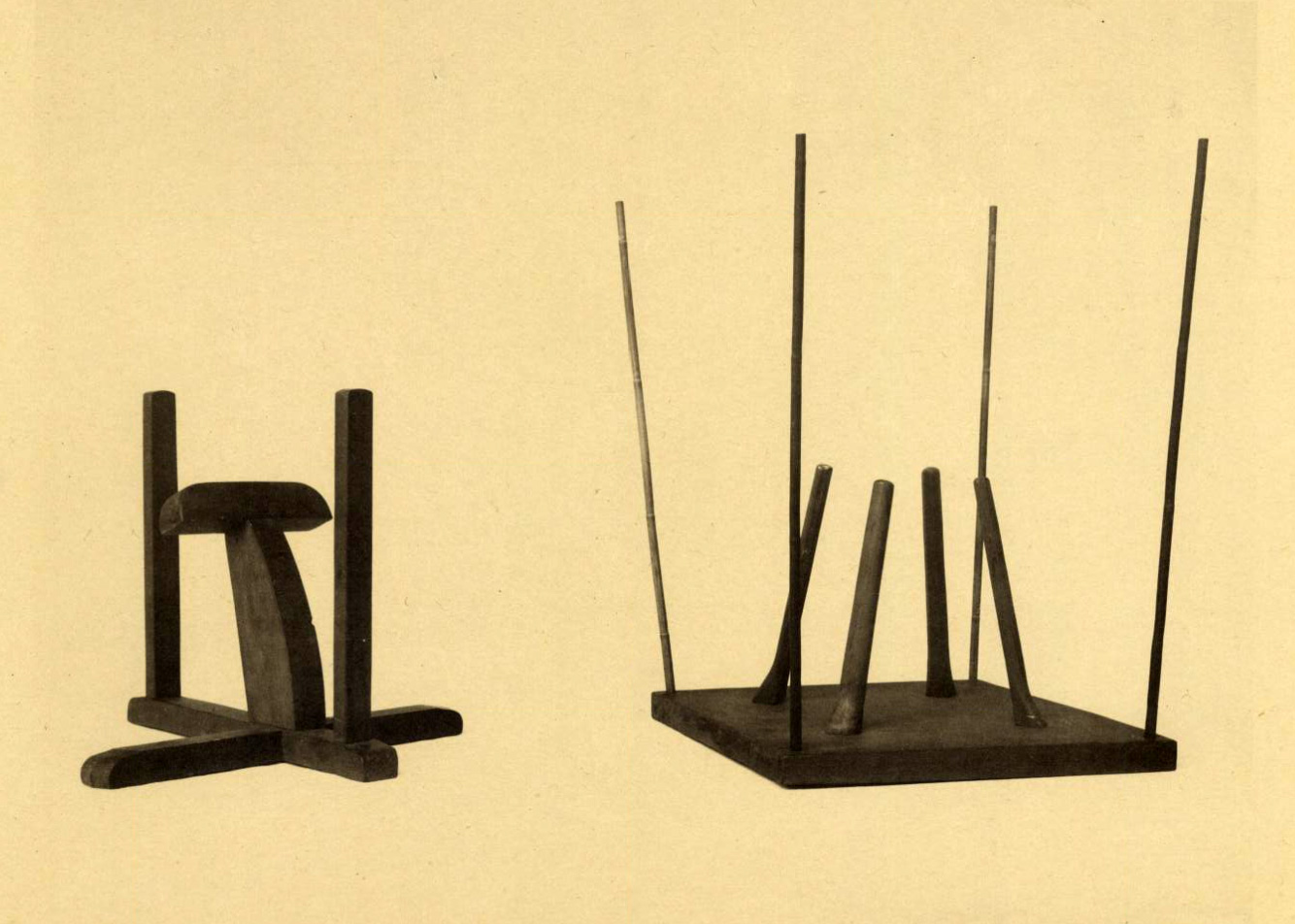
聖武天皇（右）と光明皇后（左）の冠を架けたとみられる冠架、正倉院宝物。

皂羅（くりのうすはた）は黒色の羅のことで、髻（もとどり）を収める巾子（こじ）に相当する部分と考えられている。その周囲を金銀宝珠で装飾し、さらに黒紫色の組紐が2条付いた状態で、赤漆の八角形小櫃（こびつ）に収められていた。この小櫃は現存している。
残欠のうち、いずれが聖武天皇のものかは判別が難しいが、大小の真珠に所々に紺、緑、黄、赤の瑠璃玉を交えた旒は天皇の冕冠の旒とみられている。
また、日形の飾りも聖武天皇の冕冠の一部と考えられている。金銅製で、8本の光芒からは真珠・瑠璃玉を貫いた瓔珞（ようらく）が垂れている。太陽の中には近世の冕冠にあるような三足烏は配されていない。

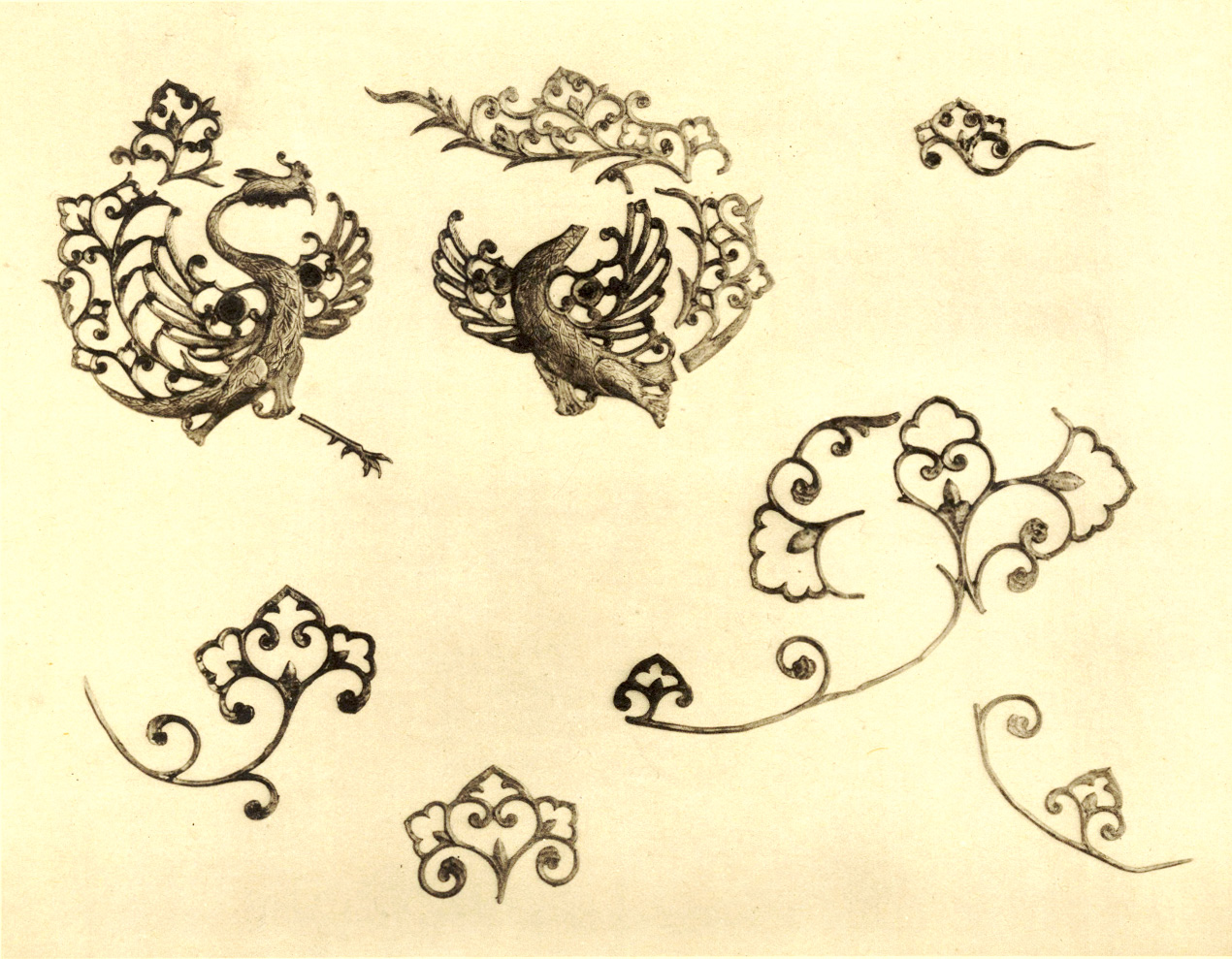
御冠残欠の鳳凰形と葛形裁文

上記の使解には、光明皇后の冠について「純金鳳並びに金銀の葛形宝珠を以て荘（かざ）る、白線組緒二条を著く、赤漆六角小櫃一合に納む」と記されている。残欠のうち、金の鳳凰形は光明皇后の冠のものと考えられている。翼の付け根近くに一対の嵌玉の痕があり、本来は宝玉がはめ込まれていたと思われる。
仁治3年（1242年）、後嵯峨天皇の即位の礼を行うにあたって、礼服御覧が行われた。礼服御覧とは、天皇が即位の礼で着用する礼服をあらかじめ点検する儀式である。その際、冕冠が破損していることが判明した（平経高『平戸記』）。内蔵寮に保管していた冕冠が先年盗賊に遭い、金銀、宝玉の類はすべて盗まれ、わずかに羅の断片が残っているだけであった。この盗まれた冕冠は清和天皇の代に制作されたものと思われる。即位の儀に間に合うように新調するにしても、見本が必要ということで、正倉院に保管されていた聖武天皇の冕冠を出蔵することにした。
このとき、聖武天皇の玉冠二頭と女帝の玉冠の二頭、合計二頭、並びに諸臣の礼冠二十六頭もあわせて出蔵された。即位の儀が終わると、これらの礼冠は正倉院に返却されたが、返却の途上、天皇の玉冠四頭が著しく破損してしまった（『東大寺続要録』）。これが今日伝わる御冠残欠である。事故による破損ではなく、後嵯峨天皇の冕冠を急いで制作するために部品を流用したのではないかと疑う見解もある。
『白石先生紳書』に、「奈良の正倉院に聖武天皇の冕冠があるが、盗人がこれを取り、玉を取り、金を取り、その余りは溝を打ち捨てた。これは所司板倉周防守（板倉重宗）の時の事である」との記述がある。一方で、『東大寺三倉開封勘例』には、慶長17年（1612年）閏10月24日に盗難があったとの記述があり、このときの所司代は板倉重宗の父板倉勝重（伊賀守）である。したがって、仁治3年（1242年）の出蔵の折の破損はそれほど深刻ではなく、慶長17年（1612年）のときに現在のような状態に破損が進んだのではないかとする見方がある。

## その他の天皇の冠
正倉院には、聖武天皇以外の天皇のものとみられる冠二頭も収められていた。上記の『曝涼使解』や『勘物使解』には、「礼冠の御冠二箇〈礼冠一箇、旒有り、雑玉を以て餝る、凡冠一箇、雑玉を以て餝る〉、赤漆小櫃一合に納む」と記されている。
ただし両使解にはいずれの天皇のものかは記されていない。斉衡3年（856年）の『礼服礼冠目録』には礼冠一具、凡冠一具が記されているが、「右、□□天皇」のものとあり、文字が判読不能であるため、皇后や皇太后の礼冠ではないと判断されるものの、具体的な天皇名は特定できない。
両冠が正倉院に納められた時期は不明であり、いずれの天皇の所用品か断定できない。ただし、聖武天皇（在位：724年 - 749年）以降793年までに即位した天皇が候補として挙げられる。以下の天皇が該当する可能性がある。
- 第46代（第48代）・孝謙天皇／称徳天皇（在位：749年 - 758年、重祚：764年 - 770年）
- 第47代・淳仁天皇（在位：758年 - 764年）
- 第49代・光仁天皇（在位：770年 - 781年）

いずれの天皇のものかは断定できないが、一説には孝謙天皇のものであるともされる。その根拠として、鎌倉時代に出蔵された際に起きた「玉冠破損事件」を記した『東大寺続要録』には、天皇玉冠四頭が記録されている。うち二頭は聖武天皇のもので、残り二頭は女帝のものであり、これは孝謙天皇のものであろうかと推測されているからである。
しかし、上述の使解によれば、聖武天皇の礼冠は一頭だけであり、不明の天皇の旒を備えた礼冠一頭を聖武天皇の礼冠と誤認していると考えられる。また女帝の礼冠二頭のうち、一頭は光明皇后のそれを指しており、残りの一頭は上述の旒を備えていない凡冠を指していると考えられる。
平安時代の内蔵寮には、後述するように女帝の宝冠が一頭伝来していた記録がある。この時期に最も近い女帝は孝謙天皇である。かりに正倉院の不明の天皇の礼冠が孝謙天皇のものである場合、孝謙天皇の礼冠は正倉院と内蔵寮に二頭あったことになる。一方で、正倉院の礼冠が孝謙天皇のものでない場合、淳仁天皇もしくは光仁天皇のものである可能性も排除できない。
「凡冠」は普段用いる冠という説と、冕冠の帽子部分のことで、旒のある冕板をその上に重ねて使用したのではないかという説がある。その場合、二頭は実際には着脱式の冕冠一頭だったことになる。雑玉とは、さまざまな色の宝玉を指す。
源師房『土右記』の長元9年（1036年）7月4日条の「礼服御覧」の記事に、女性天皇（女帝）の礼冠の特徴が記されている。礼服御覧とは天皇が即位の儀に着用する袞冕十二章を内蔵寮より取り出して自ら点検する儀式である。それによると、平巾子（高さが低いという意味か）はあるが、櫛形（くしがた）はなく、押鬘（おしかずら）はあり、その上に3つの花形の装飾があり、これは花枝形で飾られていた。
男性天皇の冕冠には櫛形と押鬘の両方が備わっているが、女性天皇の礼冠は押鬘だけが備わっており、おそらくその上から枝が伸び、その先端に花弁の装飾がほどこされていたのであろう。近世の宝冠にも同様の装飾がある。
また、冠の前部には鳳形の飾りがあり、左に寄って立てられている。一方で、右の飾り（凰形か）は失われたのであろうかとも述べられている。
上記から想像すると、近世の宝冠に近い意匠だが、鳥形の飾りは本来は2つあった可能性がある。そして、旒の言及がないので、江戸時代の宝冠同様に旒はなかった可能性がある。
『土右記』が記された時期に最も近い女性天皇は孝謙天皇であるため、内蔵寮に保管されていた礼冠は孝謙天皇のものである可能性が高い。しかし、上述の聖武天皇以外の天皇の礼冠がもう一つ正倉院には収蔵されており、これが孝謙天皇のものであった場合、それを出蔵して内蔵寮に移した記録がないので、その点が問題となる。
この場合、内蔵寮の女帝の礼冠は孝謙天皇の第2の冠か、孝謙天皇以前の女帝の冠だったことになる。黒川真頼は推古天皇から元正天皇に至るまで、女性天皇が代々着用してきた冠であろうという説を述べている。また、内蔵寮に伝来していた冠は実際は皇后の冠だったのではないかと推測する説もある。

## 礼服

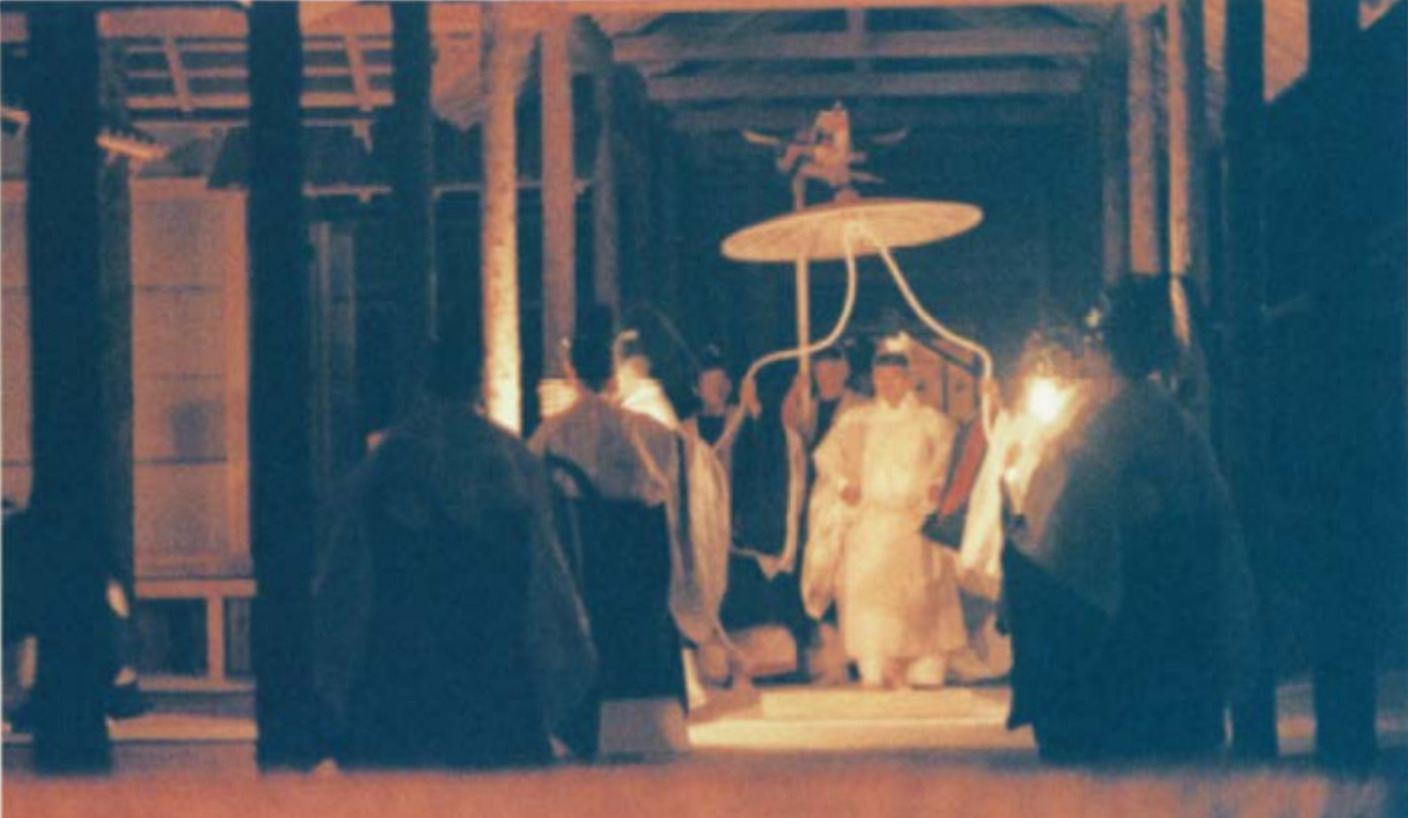
大嘗祭（1990年）で御祭服を着る明仁上皇

『続日本紀』に「天平四年正月乙巳朔、大極殿に御して朝を受く。天皇始めて冕服を服す」とあることから、天皇が冕冠と袞衣をはじめて着たのは天平4年（732年）とされる。
中世以降の袞衣は赤色で大袖と裳に十二章が配される。十二章とは『書経』益稷篇に記されている12の章（しるし）のことで、日、月、星辰、山、龍、華蟲、宗彝、藻、火、粉米、黼、黻を指す。中国では、周以来、天子（皇帝）が着用する袞服に配された。
聖武天皇の礼服は現存していないが、上記の両使解によると、帛袷袍（はくのあわせほう）、即ち白絹の袷の袍とあり、十二章を配した袞衣ではなかった。
白は穢のない清浄さを意味し、今日でも天皇が大嘗祭や新嘗祭で着用する御祭服は純白である。したがって、奈良時代の天皇の礼服は、のちの帛衣（はくぎぬ）や御祭服につながる無刺繍の白色の礼服だったと考えられている。